# Crass
Crass war eine von 1977 bis 1984 aktive Anarcho-Punk-Band aus England. Crass verstanden ihr Engagement vor allem als direkt politisch – Musik und die Subkultur waren demnach nur Mittel zum Zweck. Außerdem äußerten sie Kritik an ihrer Meinung nach kommerziellen Bands wie den Sex Pistols, The Clash und Patti Smith.

## Arbeitsweise

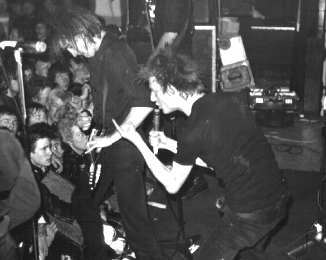
Crass live in Birmingham, 1981

Die Idee, eine Band zu gründen, wurde nicht geplant, es geschah einfach. Bei den Proben stand es jedem frei, mitzuspielen, wodurch es oftmals chaotisch zuging. Steve Ignorant und Penny Rimbaud schrieben und spielten schon seit Anfang 1976 zusammen, und zum Sommer hin hatte man sich genug Equipment erbettelt, geliehen und gestohlen, um sich als Band zu gründen.
Crass verweigerten sich trotz diverser Angebote konsequent der Musikindustrie. Wurden die ersten Platten noch bei kleinen Labels veröffentlicht, hatte die Band nach den ersten Erfolgen genug Geld, um die LPs und Singles selbst zu produzieren.
Die Band versuchte sowohl bei ihren Konzerten als auch in ihren Veröffentlichungen, mehr als „nur“ Musik zu veröffentlichen. Auf Konzerten wurden Filme und Videos mit in das Programm eingegliedert. Crass spielten in Dorfhallen, Hütten, Kommunikationszentren sowie noch vielen weiteren ungewöhnlichen Orten, die immer wieder neu waren. Hunderte von Leuten kamen zu den Veranstaltungen, bei denen neben Musik, Literatur und Filmen auch Essen und Trinken zum Programm gehörte. Die Platten wurden mit ausfaltbarem Postercover produziert, in denen Crass Platz zur Ausformulierung ihrer Ideen hatten. Wofür die Band Crass außerdem bekannt war, war ihre Propaganda mittels Graffiti. Penny Rimbaud und Eve Libertine wurden in Paris von Schablonengraffiti inspiriert, wonach sie damit anfingen, Graffiti in London anzubringen. Während dieser Kampagne brachten die Bandmitglieder mittels selbst hergestellter Stencils eigene konsum- oder sexismuskritische Aussagen in den U-Bahn-Haltestellen zwischen Liverpool Street und Notting Hill Gate an. Meist enthielt dies das Bandlogo und politische Propaganda mit Sprüchen wie „Fight war not wars“ oder „Stuff your sexist shit“. Es wurde zu einer Art Bandpolitik, zu Rimbaud und Libertine kamen mehr Menschen dazu und die Bewegung wurde größer, bis Crass nach 18 Monaten damit aufhörte, damit sich die Band ihrer Musik widmen konnte.
Das Verhältnis zu den Massenmedien war schwierig. Der Anarchismus, den die Band propagierte, zog viel Kritik auf sich. Nachdem Crass als Kulturphänomen zu groß geworden war, um es ignorieren zu können, fanden sich fast nur negative Berichte in den britischen Medien. Ebenso hatte die Band verschiedentlich Probleme sowohl mit der regulären Polizei als auch mit Scotland Yard. Im Rundfunk nahmen sie zwar an einer Peel Session teil, landeten aber wenig später auf einer schwarzen Liste des Senders und erschienen nicht mehr.
Beim Stonehenge-Festival wurden Crass von Rockern zusammengeschlagen. Es gab Auftritte, die von der National Front gestürmt wurden, aber auch mit der Red Brigade gab es einigen Ärger in London.

## Bandgeschichte

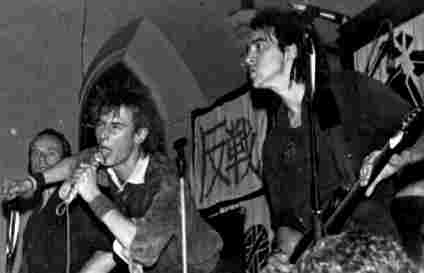
Crass live in Bristol, September 1981

Im Winter von 1977/1978 fanden regelmäßig Konzerte im White Lion in Putney statt, verstärkt durch die UK Subs. Ihr erstes Album The Feeding of the 5000 veröffentlichten sie im Sommer 1978 auf Small Wonder Records. Der Song Asylum war darauf nicht enthalten, da das zuständige Presswerk sich weigerte, ihn mit auf das Album zu pressen. Er wurde daraufhin durch den aus zwei Minuten Stille bestehenden Track The Sound of Free Speech ersetzt und stattdessen auf der Single Reality Asylum/Shaved Women, später auch auf der Wiederveröffentlichung des Albums veröffentlicht.
Das nächste Album konnte aufgrund der bereits erfolgten Aufmerksamkeit der Polizei nicht mehr bei Small Wonder Records veröffentlicht werden. Crass liehen sich Geld und publizierten im Selbstverlag. Die Platte verkaufte sich gut genug, um die Schulden zu bezahlen und mit dem Rest das Plattenlabel Crass Records zu gründen. Im Laufe der Zeit veröffentlichten über 100 Bands bei Crass Records, alle mit ähnlichen politischen Einstellungen wie die Band selbst.
Besonders bemerkenswert war 1982 das erste Konzert in einem besetzten Haus. Der Auftritt im Londoner Zig Zag gilt als eines der emotionalsten Konzerte der englischen Punk-Geschichte. Im Orwell-Jahr 1984 schließlich löste sich die Band auf. Zum einen ging dies auf einen alten Entschluss aus den Gründungstagen zurück, so hatten alle Platten auf dem Crass-Label die Nummerierung x21984/y, wobei x die Jahreszahl bis zum Jahr 1984 darstellt (z. B. 1983 schreibt sich hier also 121984 = one year to 1984), während y die innerhalb des laufenden Jahres veröffentlichten Platten durchnummeriert. Bei den Platten, die nach 1984 auf dem Label veröffentlicht wurden, entfiel diese Schreibweise, sie wurden einfach nur noch als CAT.NO 1, CAT.NO 2 etc. fortlaufend nummeriert. Zum anderen fühlten sie sich von der dauernden Konfrontation mit Staat und Gesellschaft auch ausgebrannt.

## Galerie

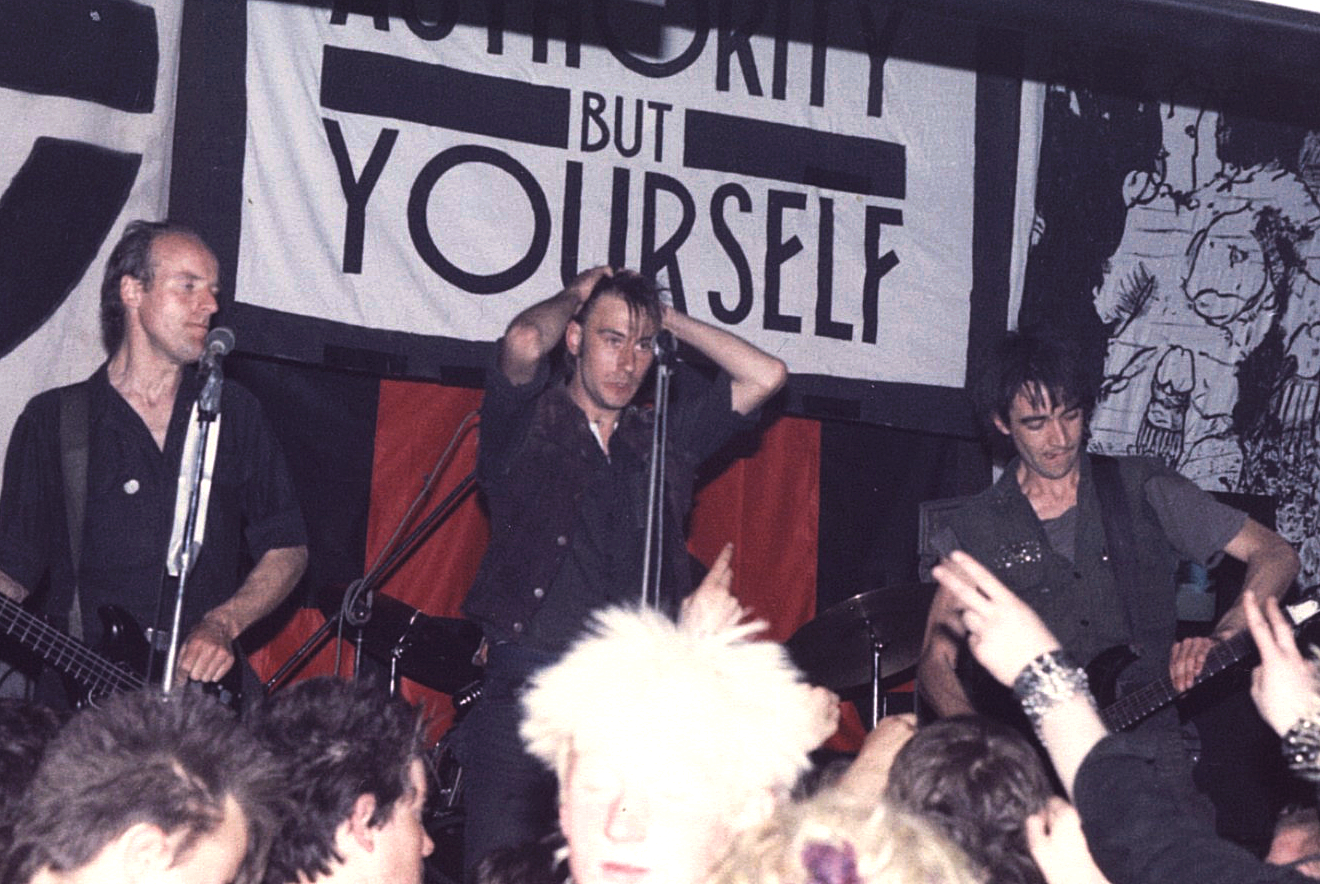
Crass live 1984
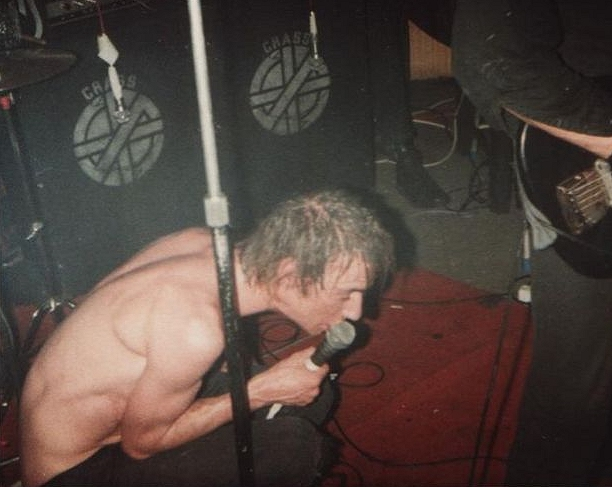
Steve Ignorant 1981
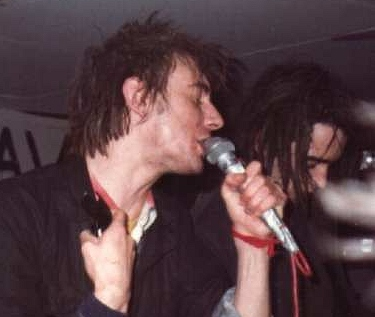
Steve Ignorant 1981
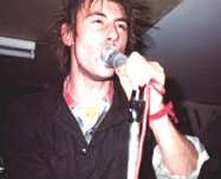
Steve Ignorant 1981
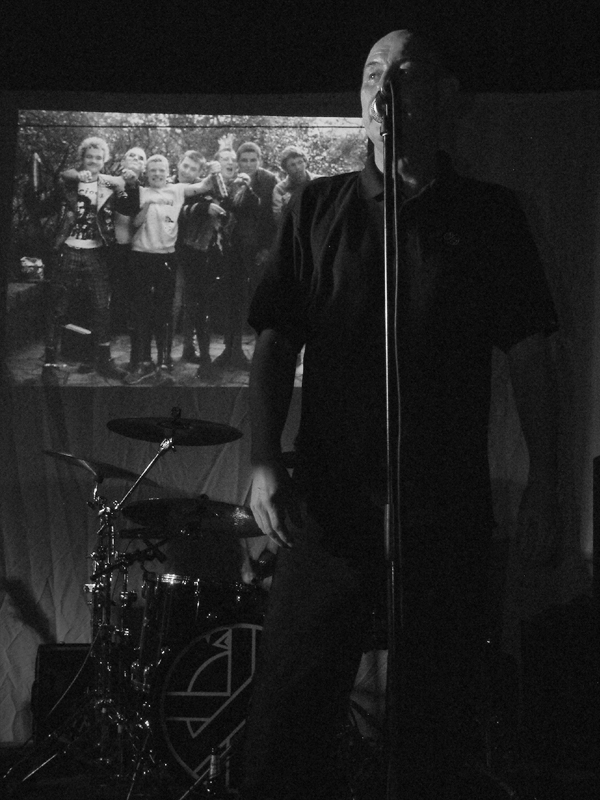
Steve Ignorant 2010
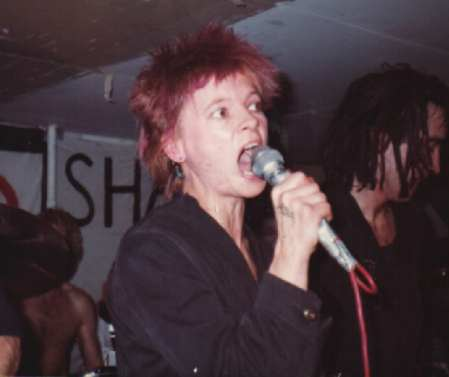
Eve Libertine 1981
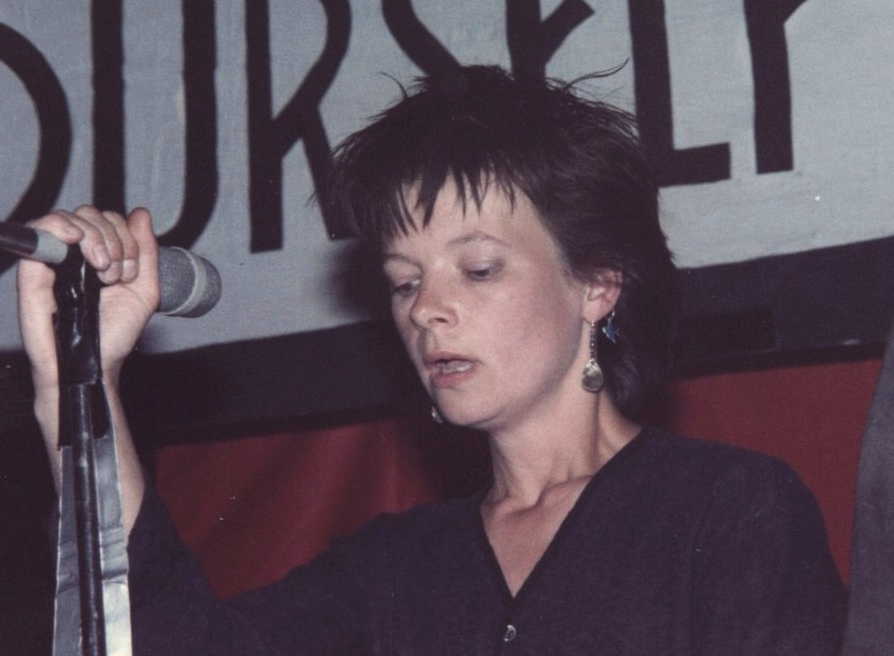
Eve Libertine 1984
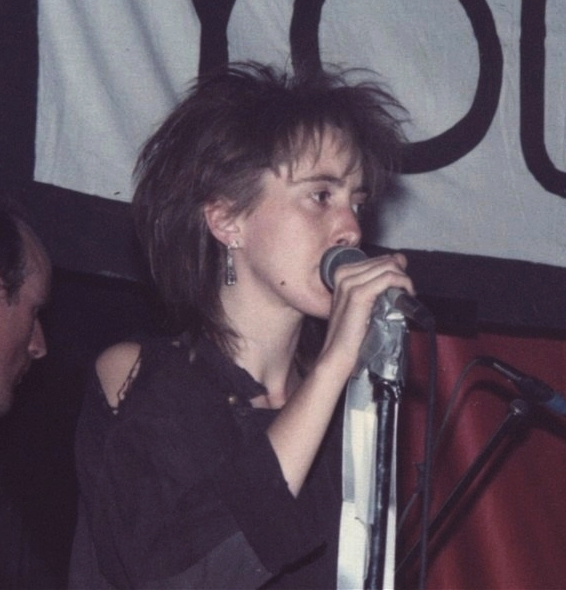
Joy de Vivre 1984

## Diskografie
- 1978 – The Feeding of the 5000
- 1979 – Stations of the Crass
- 1979 – Reality Asylum / Shaved Women (Single)
- 1980 – Nagasaki Nightmare / Big A Little A (Single)
- 1981 – Penis Envy
- 1982 – Christ – the Album
- 1982 – Christ – the Movie (Video)
- 1982 – Sheep Farming in the Falklands (Flexi)
- 1982 – How does it feel (Single)
- 1983 – Yes Sir, I Will
- 1983 – Sheep Farming in the Falklands (Single)
- 1984 – Who Dunnit? (Single)
- 1984 – You’re Already Dead (Single)
- 1984/85 – Acts of Love (Buch & 12": 50 Gedichte)
- 1984 – Ten Notes on a Summer's Day (12")
- 1985 – Best Before 1984
- 1992 – You’ll Ruin It for Everyone (Live Perth, 1981)